# ویچر: قیام گرگ سفید
ویچر: قیام گرگ سفید (لهستانی: Wiedźmin: Powrót Białego Wilka) بازی ویدئویی نقش‌آفرینی لغوشدهٔ ویژهٔ کنسول‌های بازی است که توسط شرکت فرانسوی وایداسکرین گیمز در کنار استودیوی لهستانی سی‌دی پروجکت با اقتباس از سری رمان‌های ویچر به نویسندگی آندژی ساپکوفسکی آن را توسعه داد. این بازی بازسازی‌شدهٔ بازی نخست نقش‌آفرینی ویچر است که برای کنسول‌ها بازسازی شده‌است. قرار بود این بازی در پاییز سال ۲۰۰۹ منتشر شود، اما در آوریل ۲۰۰۹ توسعهٔ بازی برای همیشه متوقف شد. سکوهایی که قرار بود این بازی بر آن‌ها منتشر شود کنسول‌های نسل هفتم پلی‌استیشن ۳ و اکس‌باکس ۳۶۰ بودند.